# Панди, Пунам
Пунам Панди (англ. Poonam Pandey; род. 11 марта 1991, Канпур, Уттар-Прадеш) — индийская модель и эротическая актриса. Дебютировала в Болливуде с фильмом «Наша» в 2013 году.

## Ранние годы
Панди родилась 11 марта 1991 года в семье из Канпура. Свою карьеру модели она начала в 2010 году. Она стала одной из девяти лучших участниц конкурса Gladrags Manhunt и Megamodel Contest и появилась на обложке модного журнала.

## В центре внимания СМИ
Панди стала популярной благодаря своим аккаунтам в социальных сетях, в том числе в Твиттере, когда она начала публиковать свои полуобнаженные фотографии. Её откровенные фотографии привлекли большое внимание средств массовой информации.
Панди оказалась в центре внимания средств массовой информации, когда пообещала раздеться для сборной Индии по крикету, если она выиграет чемпионат мира 2011 года. Индия выиграла чемпионат мира, но Панди не выполнила свое обещание из-за общественного неодобрения, а позже заявила, что Совет по контролю за крикетом в Индии (BCCI) отказал ей в разрешении. Тем не менее она загрузила в свое мобильное приложение видео, на котором видно, как она раздевается догола на стадионе Ванкхеде ночью.
В 2012 году она позировала обнажённой после того, как команда Калькутта Найт Райдерс выиграла Индийскую Премьер-лигу.
Панди выпустила собственное мобильное приложение, которое освещает её жизнь. Приложение было запрещено Google вскоре после его запуска в Play Store и в настоящее время доступно только на официальном сайте Пунам.
Панди также загрузила в Instagram секс-видео, на котором она была со своим парнем, которое позже удалила.

## Кинокарьера

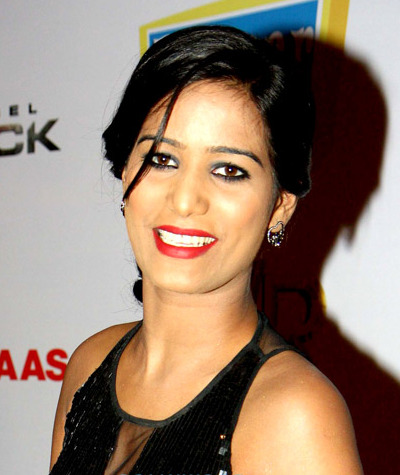
Панди в 2013 году

В 2013 году она сыграла главную женскую роль в фильме «Наша», сыграв учительницу, которая в конечном итоге вступает в сексуальную связь с одним из своих учеников. В то время как Rediff.com заявил, что она преуспела в роли соблазнительницы в этой роли, Mumbai Mirror сообщила, что она «играла не соблазнительниц, а настоящего, ответственного учителя драмы» и что «Пунам прилагает усилия, но у него ничего не получается».
Плакаты к фильму, на которых она была полуобнажена, возмутили людей, и группа протестующих разорвала плакаты и подожгла их 20 июля 2013 года в Мумбаи. Генеральный секретарь «Шив сена» Читрапат возразил против рекламы, заявив: «Мы считаем плакат крайне вульгарным и уничижительным, и не допускаем таких рекламных щитов».

## Личная жизнь
1 сентября 2020 года Панди вышла замуж за своего давнего парня Сэма Бомбея. Свадьба была вынуждена быть частной из-за пандемии COVID-19. Они поженились в своем доме в Мумбаи в присутствии близких друзей и семьи. 11 сентября Панди подала жалобу на Бомбея, утверждая, что он приставал к ней, угрожал и напал на нее. Бомбей был арестован во вторник, 23 сентября, в Гоа. Инцидент произошел в деревне Канакона на юге Гоа, где Панди снималась для фильма. Однако это вызвало споры, поскольку многие обвинили ее в мошенничестве. Бомбей позже был освобожден под залог, и Панди обсудила с ним ситуацию. Из-за внезапного урегулирования всего через несколько дней после инцидента и ареста Бомбея многие утверждали и троллили её в социальных сетях, что весь инцидент был рекламным ходом. 5 ноября 2020 года Панди была арестована в Северном Гоа за съемку обнаженного видео на государственной территории. Арест произошел после того, как партия «Гоа Форвард Парти» подала ПИО и заявила средствам массовой информации, что видео Панди представляет собой нападение на женщин Гоа. 18 января 2022 года она получила защиту от ареста Верховным судом Индии после того, как ее обвинили в причастности к крупному скандалу, связанному с вымогательством порнофильмов, в котором участвовали многие звезды Болливуда.

### Объявление о смерти
Менеджер Пунам сообщил в своем официальном аккаунте в Instagram, что Панди умерла 1 февраля 2024 года, в возрасте 32 лет, от рака шейки матки. На следующий день актриса выложила в свой Instagram видео, где объяснила, что таким образом просто привлекла внимание к данному заболеванию.